# ادلسان
ادلسان (به فرانسوی: Idelsane) یک کومون در مراکش است که در استان ورززات واقع شده‌است. ادلسان ۸٬۱۴۰ نفر جمعیت دارد.